# Twierdza Zegrze

Schemat umocnień twierdzy

Twierdza Zegrze – wzniesiona w latach 1892–95 rosyjska twierdza, broniąca przeprawy przez Narew na północ od Warszawy.

## Historia
Wzniesione przez Rosjan w latach 1892-95 umocnienia na wysokim, północnym brzegu Narwi składały się z dwóch fortów połączonych wałem – tzw. Umocnienia Dużego i Umocnienia Małego. Forty, zmodernizowane w latach 1902–1907, były jednymi z najnowocześniejszych i najbardziej nowatorskich umocnień, wzniesionych przez inżynierów rosyjskich. Podczas budowy zastosowano wiele rozwiązań typowych dla fortyfikacji górskiej.
Na potrzeby twierdzy powstały dwa zespoły koszarowe w Zegrzu, po jednym na każdym brzegu Narwi (w południowych Zagrobach i północnym Zegrzu) oraz siedem magazynów amunicji. 

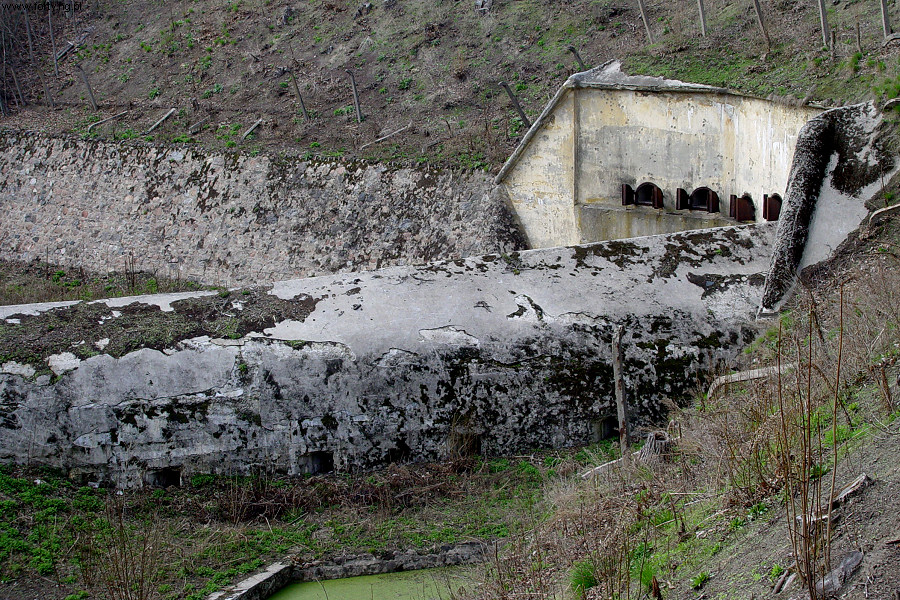
Fort Umocnienie Duże, kaponiera czołowa

Twierdza w Zegrzu stanowiła jeden z kluczowych elementów tzw. polskiego trójkąta Warszawskiego Rejonu Fortecznego, składającego się – oprócz niej – z Twierdzy Nowogeorgijewsk (Twierdzy Modlin) i Twierdzy Warszawa. Trójkąt uzupełniały m.in. forty w Dębem i Beniaminowie, podporządkowane administracyjnie Twierdzy Zegrze. 28 listopada 1918 dowódcą twierdzy i komendantem garnizonu mianowany został płk art. Olgierd Pożerski.
21 stycznia 1919 roku arcybiskup Kakowski poświęcił twierdzę. Uroczystość odbyła się przy jednym z fortów, któremu nadano nazwę „Fort Ordona”. 
Od 2003 roku Umocnienie Duże było własnością Narodowego Banku Polskiego, który planował wzniesienie tam składnicy środków płatniczych oraz centrum rozliczeniowego. Miało się to odbyć kosztem zniszczenia dużej części umocnień, posiadających wysoką wartość historyczną, zabytkową i turystyczną. Plany budowy skarbca NBP zakończyły się fiaskiem. Przeciągający się od 2005 roku przetarg nie wyłonił zwycięzcy, gdyż oferenci zażądali niemal trzykrotnie więcej (ok. 500 mln zł) niż bank planował poświęcić na tę inwestycję (170 mln zł). W 2009 roku bank podjął decyzję o sprzedaży fortu. Ogłoszono kilka przetargów na sprzedaż obniżając cenę z początkowych 28 mln zł w 2009 roku do 7 mln zł w 2014 roku. Ostatecznie nieruchomość została przekazana w styczniu 2018 roku na rzecz Skarbu Państwa, na cele obronności kraju. Zarządcą fortu jest Stołeczny Zarząd Infrastruktury w Warszawie, będący jednostką organizacyjną resortu obrony narodowej.
Umocnienie Małe należy do wojskowego Centrum Szkolenia Łączności i Informatyki w Zegrzu. Obydwa forty są w dobrym stanie zachowania.

## Kontrowersje
Według niektórych specjalistów z dziedziny zabytków architektury militarnej, przejęcie fortu przez NBP odbyło się z naruszeniem prawa. Obecnie następuje dewastacja obiektu, już w tej chwili pozbawionego wielu do niedawna zachowanych elementów (rosyjskich – sprzed I wojny światowej – składane zasieki z drutu kolczastego, pancerne drzwi, wyposażenie wnętrz). O niebezpieczeństwie zniszczenia unikalnego obiektu zostały poinformowane władze wojskowe, wojewódzki konserwator zabytków, Kancelaria Prezydenta, a także Centralne Biuro Antykorupcyjne. Nie zostały podjęte żadne działania, mogące uchronić zabytek.

## Przynależność administracyjna
|                         |                                    |            | Przynależność administracyjna              | Przynależność administracyjna                             | Przynależność administracyjna                         | Przynależność administracyjna                             | Przynależność administracyjna                  | Przynależność administracyjna                 | Przynależność administracyjna                                           |
| Miejscowość współczesna | Składowe                           | Ludn. 1921 | 1921                                       | 1933                                                      | 1943                                                  | 1952                                                      | 1954                                           | 1970                                          | 1973                                                                    |
| ----------------------- | ---------------------------------- | ---------- | ------------------------------------------ | --------------------------------------------------------- | ----------------------------------------------------- | --------------------------------------------------------- | ---------------------------------------------- | --------------------------------------------- | ----------------------------------------------------------------------- |
| Zegrze (Północne)       | Zegrze-Park, folwark               | 57         | gm. Zegrze, pow. pułtuski, woj. warsz.     | grom. Zagroby, gm. Nieporęt, pow. warszawski, woj. warsz. | grom. Zegrze, gmina Nieporęt, dystrykt warszawski, GG | grom. Zegrze, gm. Nieporęt, pow. nowodworski, woj. warsz. | grom. Wieliszew, pow. nowodworski, woj. warsz. | grom. Serock, pow. nowodworski, woj. warsz.   | sołectwo Zegrze Północne, gm. Serock, pow. nowodworski, woj. warsz.     |
| Zegrze (Północne)       | Zegrze, os. wojsk., cz. północna   | 237        | gm. Zegrze, pow. pułtuski, woj. warsz.     | grom. Zagroby, gm. Nieporęt, pow. warszawski, woj. warsz. | grom. Zegrze, gmina Nieporęt, dystrykt warszawski, GG | grom. Zegrze, gm. Nieporęt, pow. nowodworski, woj. warsz. | grom. Wieliszew, pow. nowodworski, woj. warsz. | grom. Serock, pow. nowodworski, woj. warsz.   | sołectwo Zegrze Północne, gm. Serock, pow. nowodworski, woj. warsz.     |
| Zegrze Południowe       | Zegrze, os. wojsk., cz. południowa | 172        | gm. Nieporęt, pow. warszawski, woj. warsz. | grom. Zagroby, gm. Nieporęt, pow. warszawski, woj. warsz. | grom. Zegrze, gmina Nieporęt, dystrykt warszawski, GG | grom. Zegrze, gm. Nieporęt, pow. nowodworski, woj. warsz. | grom. Wieliszew, pow. nowodworski, woj. warsz. | grom. Nieporęt, pow. nowodworski, woj. warsz. | sołectwo Zegrze Południowe, gm. Nieporęt, pow. nowodworski, woj. warsz. |
| Zegrze Południowe       | Zagroby, wieś                      | 223        | gm. Nieporęt, pow. warszawski, woj. warsz. | grom. Zagroby, gm. Nieporęt, pow. warszawski, woj. warsz. | grom. Zegrze, gmina Nieporęt, dystrykt warszawski, GG | grom. Zegrze, gm. Nieporęt, pow. nowodworski, woj. warsz. | grom. Wieliszew, pow. nowodworski, woj. warsz. | grom. Nieporęt, pow. nowodworski, woj. warsz. | sołectwo Zegrze Południowe, gm. Nieporęt, pow. nowodworski, woj. warsz. |
| Zegrze Południowe       | Rybaki, wieś                       | 197        | gm. Nieporęt, pow. warszawski, woj. warsz. | grom. Zagroby, gm. Nieporęt, pow. warszawski, woj. warsz. | grom. Zegrze, gmina Nieporęt, dystrykt warszawski, GG | grom. Zegrze, gm. Nieporęt, pow. nowodworski, woj. warsz. | grom. Wieliszew, pow. nowodworski, woj. warsz. | grom. Nieporęt, pow. nowodworski, woj. warsz. | sołectwo Zegrze Południowe, gm. Nieporęt, pow. nowodworski, woj. warsz. |